# Arcapamba
Arcapamba ist eine Ortschaft und eine Parroquia rural („ländliches Kirchspiel“) im Kanton Zaruma der ecuadorianischen Provinz El Oro. Die Parroquia besitzt eine Fläche von 14,71 km². Die Einwohnerzahl lag im Jahr 2010 bei 995.

## Lage
Die Parroquia Arcapamba liegt im Südwesten von Ecuador in den westlichen Ausläufern der Anden. Das Areal liegt in Höhen zwischen 1100 m und 1485 m. Der 1220 m hoch gelegene Hauptort Arcapamba befindet sich knapp 5 km nördlich vom Kantonshauptort Zaruma. Die Fernstraße E585 von Zaruma nach Buenavista führt an Arcapamba vorbei.
Die Parroquia Arcapamba grenzt im Osten an die Parroquia Sinsao, im Süden an die Parroquia Malvas, im Westen an die Parroquia Muluncay sowie im Norden an die Parroquia Huertas.

## Orte und Siedlungen
Neben dem Hauptort Arcapamba gibt es noch folgende Orte in der Parroquia: Las Cabañas, El Guando und El Bosque.

## Geschichte
Die Parroquia Arcapamba wurde am 7. September 1984 gegründet.